# Jorge Ormeño
Jorge Andrés Ormeño Guerra (Viña del Mar, Região de Valparaíso, 14 de junho de 1977) é um ex-futebolista chileno que jogava como volante.

## Carreira
Após grande passagem pelo Santiago Wanderers, conquistando um título do Campeonato Chileno em 2001, Jorge Ormeño acertou com a Universidad Católica, onde conquistou três títulos, dois do Campeonato Chileno e um da Copa Chile.
Em janeiro de 2012, comfirmou ao portal MenteFria.cl que seu ciclo na Universidad Católica acaba no primeiro semestre.
Ainda em 2012, acertou seu retorno para o clube em que foi revelado, o Santiago Wanderers. Encerrou a carreira no final de 2015, no clube que foi revelado, o Santiago Wanderers.

## Estatísticas
Até 26 de fevereiro de 2012.

### Clubes
| Clube                | Temporada         | Campeonato nacional | Campeonato nacional | Copa nacional[a] | Copa nacional[a] | Competições continentais[b] | Competições continentais[b] | Outros torneios[c] | Outros torneios[c] | Total | Total |
| Clube                | Temporada         | Jogos               | Gols                | Jogos            | Gols             | Jogos                       | Gols                        | Jogos              | Gols               | Jogos | Gols  |
| -------------------- | ----------------- | ------------------- | ------------------- | ---------------- | ---------------- | --------------------------- | --------------------------- | ------------------ | ------------------ | ----- | ----- |
| Universidad Católica | 2012              | 0                   | 0                   | 0                | 0                | 0                           | 0                           | —                  | —                  | 0     | 0     |
| Universidad Católica | Total             | 0                   | 0                   | 0                | 0                | 0                           | 0                           | —                  | —                  | 0     | 0     |
| Total na carreira    | Total na carreira | 0                   | 0                   | 0                | 0                | 0                           | 0                           | 0                  | 0                  | 0     | 0     |

- a. ^ Jogos da Copa Chile
- b. ^ Jogos da Copa Libertadores e Copa Sul-Americana
- c. ^ Jogos do Jogo amistoso

## Títulos
Santiago Wanderers
- Campeonato Chileno: 2001

Universidad Católica
- Campeonato Chileno: 2005 (Torneo Clausura) e 2010
- Copa Noche del campeón: 2011
- Copa Chile: 2011
- Copa Ciudad de Temuco: 2012